# Divine G
John „Divine G“ Whitfield ist ein US-amerikanischer Autor und ein mutmaßliches Opfer eines Justizirrtums.

## Leben
Whitfield drehte in seiner Jugend kurze Actionfilme mit Karateszenen in Erinnerung an Bruce Lee. In den 1970er Jahren begann er ein Studium an der High School of Performing Arts in New York City. Aufgrund eines mutmaßlichen Justizirrtums wurde er 1988 wegen Mordes verhaftet und zu einer Gefängnisstrafe verurteilt. Daraufhin begann er über sein Leben zu schreiben. Insgesamt saß er 25 Jahre im Gefängnis Sing Sing. Er behauptet, über Beweise zu verfügen, die seine Unschuld belegen. Im Gefängnis gründete er die Organisation Rehabilitation Through the Arts, die Gefangene durch künstlerische Arbeit rehabilitieren will. Im Jahr 2008 wurde ihm der Tacenda Literary Award verliehen und schließlich wurde er 2012 aus dem Gefängnis entlassen.
Ein Antrag auf Haftentschädigung ist noch anhängig. Er gründete den Verlag „Divine G Entertainment“, durch den er seine Werke vertreibt. Im Jahr 2023 drehte Greg Kwedar den Film Sing Sing über ein Gefängnistheater, das auf dem Leben von Divine G basiert. Divine G war als Produzent und Drehbuchautor beteiligt, außerdem hat er einen kurzen Cameo-Auftritt. Bei der Oscarverleihung 2025 wurde er zusammen mit Clint Bentley, Greg Kwedar und Clarence Maclin in der Kategorie Bestes adaptiertes Drehbuch nominiert.

## Auszeichnungen (Auswahl)
- 2025: Satellite-Award-Nominierung in der Kategorie Bestes adaptiertes Drehbuch für Sing Sing
- 2025: Critics’-Choice-Movie-Award-Nominierung in der Kategorie Bestes adaptiertes Drehbuch für Sing Sing
- 2025: BAFTA-Nominierung in der Kategorie Bestes adaptiertes Drehbuch für Sing Sing
- 2025: Oscar-Nominierung in der Kategorie Bestes adaptiertes Drehbuch für Sing Sing

## Werke
- Enigma of Love. 2005.
- Money Grip. 2006, ISBN 978-1940765402.
- Baby Doll. 2008, ISBN 978-1940765419.
- No other Love. 2013, ISBN 978-1940765099.
- Money Grip 2. 2013, ISBN 978-1940765440.
- The Canarsie Connection. 2013, ISBN 978-1940765105.